# كال مكار
كال مكار (مواليد 30 أكتوبر 1998) هو لاعب هوكي جليد كندي يلعب في نادي كولورادو أفالانتش في دوري الهوكي الوطني.